# Mule (auto)

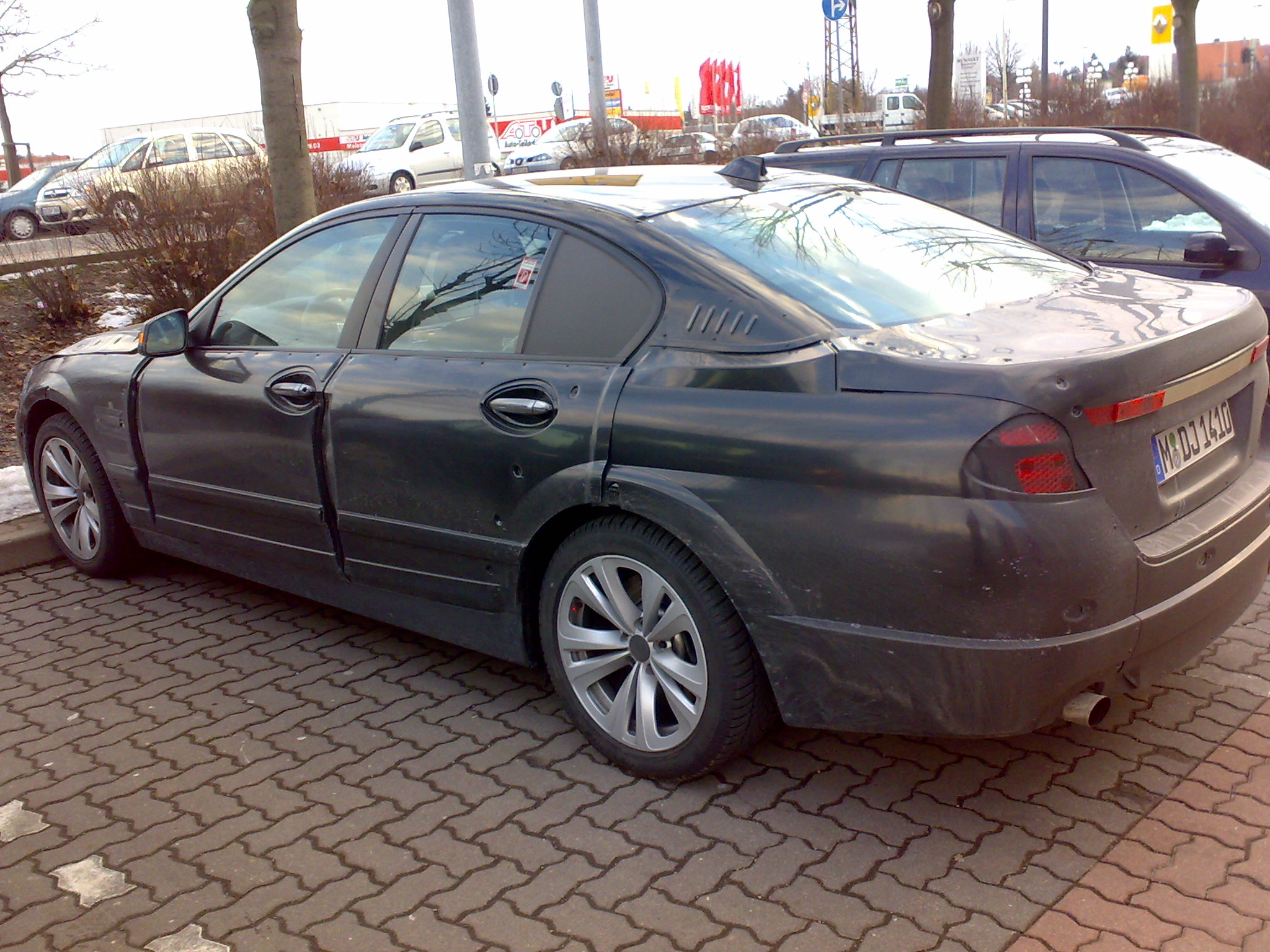
Een mule van een BMW 7-serie.

Een mule is een auto met een neutraal koetswerk (vaak het voorgaande model of een groter/kleiner model) van hetzelfde merk.
Een mule is bedoeld voor prototypes van nieuwe auto's. Onder de mule wordt de techniek van een nieuwe auto getest. Het neutrale koetswerk dient als camouflage. Dit wordt gedaan omdat de nieuwe auto nog op de markt moet komen en de fabrikant het uiteindelijke verkoopmodel vaak zo laat mogelijk wil onthullen als het bijna te koop is. Door het een neutraal koetswerk te geven, liefst door het op een veelvoorkomend model te laten lijken, hopen de fabrikanten dat autojournalisten de mule niet voortijdig ontdekken.
Een mule is te herkennen aan de veelal slecht passende koetswerkdelen. Ook past de carrosserie vaak niet helemaal op het nieuwe onderstel waardoor de wielkasten deels weggehaald of juist bijgepast moeten worden met losse stukken plaatwerk.

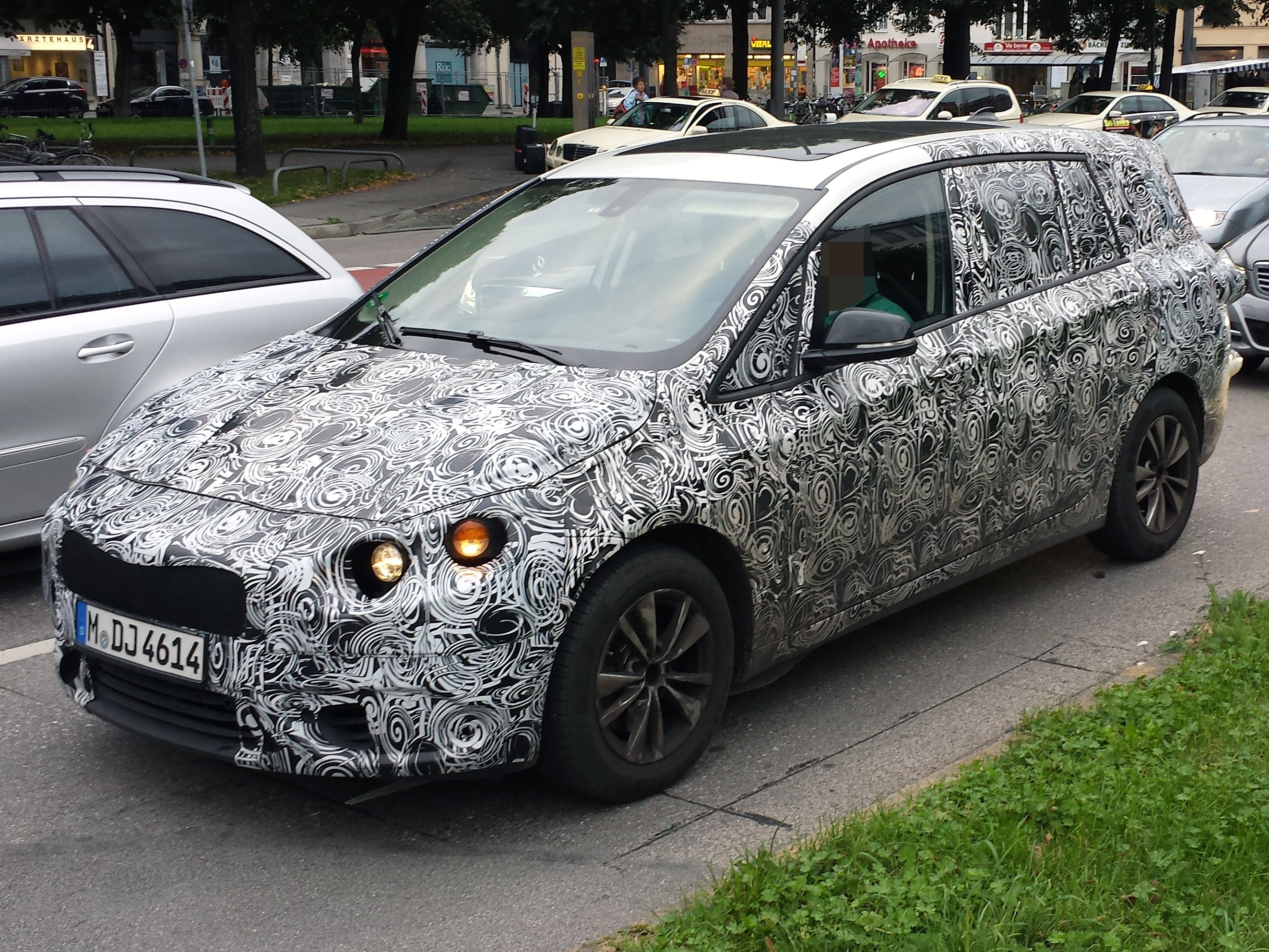
Gecamoufleerde mule van een tweede generatie BMW Gran Tourer

Een mule kan ook voorzien zijn van een 'wrap' met camouflageprint of bekleed met schermen waardoor niet eenvoudig te zien is hoe de carrosserie eruitziet, en zo het uiteindelijke product geheimzinnig te houden. Foto's hiervan kunnen voor journalisten in de auto-industrie een scoop zijn en worden in tijdschriften en op websites gepubliceerd.